# Amendolara
Amendolara is een gemeente in de Italiaanse provincie Cosenza (regio Calabrië) en telt 3097 inwoners (31-12-2004). De oppervlakte bedraagt 64,2 km², de bevolkingsdichtheid is 49 inwoners per km².

## Demografie
Amendolara telt ongeveer 1199 huishoudens. Het aantal inwoners daalde in de periode 1991-2001 met 1,3% volgens cijfers uit de tienjaarlijkse volkstellingen van ISTAT.
| Jaar | Inwoneraantal |
| ---- | ------------- |
| 1991 | 3190          |
| 2001 | 3147          |

## Geografie
Amendolara grenst aan de volgende gemeenten: Albidona, Castroregio, Oriolo, Roseto Capo Spulico.